# Chenopodium nidorosum
Chenopodium nidorosum là loài thực vật có hoa thuộc họ Dền. Loài này được Ochiauri mô tả khoa học đầu tiên năm 1981.